# Lycaena neurona
Lycaena neurona är en fjärilsart som beskrevs av Henry Skinner 1902. Lycaena neurona ingår i släktet Lycaena och familjen juvelvingar. Inga underarter finns listade i Catalogue of Life.